# Cattedrale della Trinità (Accra)
La cattedrale della Trinità è la cattedrale anglicana di Accra, in Ghana, ed è la sede della diocesi anglicana di Accra.
La chiesa è stata completata nel 1894 grazie al finanziamento del governo coloniale britannico ed era inizialmente frequentata da coloni. Nel 1909 la chiesa è stato elevata a cattedrale al momento della creazione della diocesi di Accra.